# Corcieux
Corcieux település Franciaországban, Vosges megyében. Lakosainak száma 1490 fő (2022. január 1.). Corcieux La Houssière, Vienville, Anould, Arrentès-de-Corcieux, La Chapelle-devant-Bruyères és Gerbépal községekkel határos.

## Népesség
A település népességének változása:
| Lakosok száma | 1597 | 1550 | 1594 | 1538 | 1519 | 1500 | 1500 | 1494 | 1490 |
|               | 2013 | 2015 | 2016 | 2017 | 2018 | 2019 | 2020 | 2021 | 2022 |